# Iod heptafluoride
Iod heptafluoride, còn được gọi là iod(VII) fluoride, là một hợp chất giữa hai halogen với công thức hóa học IF7. Nó có một cấu trúc bipyramidal pentagonal bất thường, như dự đoán của lý thuyết VSEPR. Phân tử này có thể trải qua một sự sắp xếp lại giả thuyết gọi là cơ chế Bartell, giống như cơ chế Berry nhưng đối với một hệ thống heptacoordinated. Nó tạo thành các tinh thể không màu, tan ở 4,5 ℃: dải chất lỏng cực kỳ hẹp, với điểm sôi ở 4,77 ℃. Hơi ẩm dày đặc và có mùi hôi thối. Phân tử có đối xứng D5h.

## Điều chế và phản ứng
IF7 được điều chế bằng cách đưa F2 qua dung dịch IF5 ở 90 ℃, sau đó làm nóng hơi tới 270 ℃. Ngoài ra, hợp chất này có thể được điều chế từ fluor và palađi hoặc kali iodide để giảm thiểu sự hình thành IOF5, tạp chất phát sinh từ sự thủy phân. Iod heptafluoride cũng được sản xuất như một sản phẩm phụ khi đioxyl hexafluoroplatinat(V) được sử dụng để chế tạo các hợp chất platin(V) khác như kali hexafluoroplatinat(V), sử dụng kali fluoride trong dung dịch iod pentafluoride:
{\displaystyle {\ce {2O2PtF6 + 2KF + IF5 -> 2KPtF6 + 2O2 + IF7}}}

## Cân nhắc về độ an toàn
IF7 rất khó chịu đối với cả da và niêm mạc. Nó cũng là một chất oxy hóa mạnh và có thể gây cháy khi tiếp xúc với chất hữu cơ.